# Siewca (obraz Leona Wyczółkowskiego)
Siewca – obraz olejny polskiego malarza Leona Wyczółkowskiego z 1896 roku, znajdujący się w Galerii sztuki polskiej 1800-1945 Muzeum Śląskiego w Katowicach.
W 1896 Wyczółkowski przebywał w Bereźnie na Wołyniu u Stefana Podhorskiego. Tam namalował siejącego chłopa. Obraz porównywany jest do Siewcy Jean-François Milleta. Wyczółkowski poszukiwał jednak własnych kolorów i zbliża to jego Siewcę do obrazów impresjonistycznych. Na obrazie znajdowała się dedykacja, którą starano się zatrzeć: Pani Seweryn Barbarze / na pamiątkę. Poniżej wyraźna sygnatura: L Wyczółkowski / 1896. Obraz o wymiarach 88 × 56 cm zakupiło Muzeum Śląskie w 1928 roku od Jana Stworzewicza w Krakowie. Muzealny numer inwentarzowy: MŚK/SzM/505.

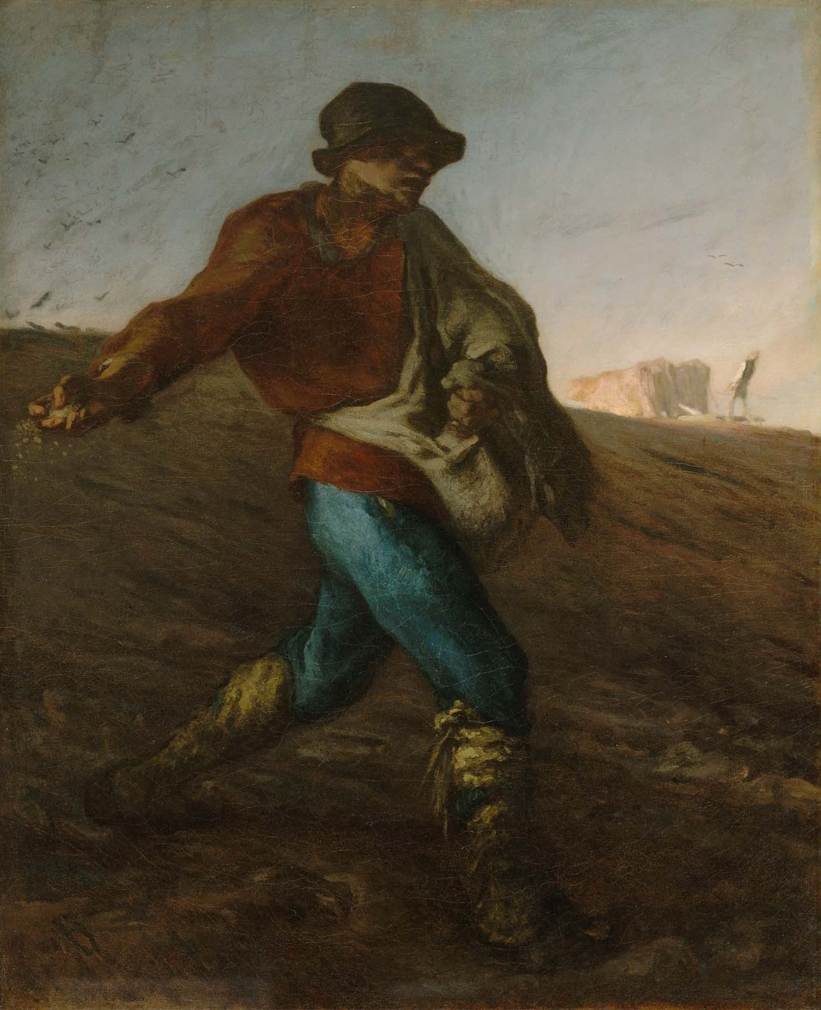
Siewca Milleta, 1850